# 심동구 (1917년)
심동구(沈同求, 일본식 이름: 靑木同求, 1917년 ~ ?)는 일제강점기와 대한민국 정부 수립 초기의 법조인이다.

## 생애
경기도 수원군 출신으로 경성제일공립고등보통학교, 경성법학전문학교와 일본 규슈 제국대학을 졸업했다. 1939년에 경성지방법원 서기로 법조계에 들어선 뒤 전주지방법원 사법관시보를 거쳐 일제 강점기 말기에 대구지방법원 판사를 지냈다.
미군정 하에서 그대로 판사로 재직하면서 대한민국 건국 초기에 송진우 암살 사건 등 여러 정치적인 사건을 맡았다. 1947년에는 고문 경찰관 사건에서 담당 심판관을 맡았다가 상부의 압력이 작용했다는 설이 퍼져 직접 이러한 의혹을 부인하는 해명을 하기도 했다. 이 사건에는 경찰의 반발이 심해 수도경찰청 부청장 이익흥이 대법원장 김용무를 방문해 항의하는 일도 있었다.
서울지방법원 부장판사로 재직하다가 1950년 한국 전쟁이 발발하여 실종되었다. 조선민주주의인민공화국으로 납치된 것으로 생각된다.

## 같이 보기
- 심종석

## 참고자료
- 심동구(沈同求) - 국사편찬위원회